# I Giochi panarabi
I I Giochi panarabi si sono svolti dal 26 luglio al 10 agosto 1953 ad Alessandria d'Egitto, in Egitto. All'evento hanno partecipato un totale di 650 atleti, rappresentanti 9 nazioni del mondo arabo, i quali si sono sfidati in 10 sport.

## Nazioni partecipanti
- Egitto
- Giordania
- Indonesia[1]
- Iraq
- Kuwait
- Libano
- Libia
- Siria
- Palestina

## Sport
- Atletica leggera (dettagli)
- Calcio (dettagli)
- Ginnastica artistica (dettagli)
- Lotta (dettagli)
- Nuoto (dettagli)
- Pallacanestro (dettagli)
- Pugilato (dettagli)
- Scherma (dettagli)
- Sollevamento pesi (dettagli)
- Tiro con l'arco (dettagli)

## Medagliere
| Pos. | Nazione   |    |    |    | Totale |
| ---- | --------- | -- | -- | -- | ------ |
| 1    | Egitto    | 67 | 34 | 21 | 122    |
| 2    | Libano    | 3  | 16 | 15 | 34     |
| 3    | Siria     | 0  | 15 | 14 | 29     |
| 4    | Iraq      | 0  | 5  | 6  | 11     |
| 4    | Palestina | 0  | 5  | 6  | 11     |
| 6    | Giordania | 0  | 0  | 2  | 2      |
| 7    | Libia     | 0  | 0  | 1  | 1      |